# Tickford
Tickford è un'azienda di ingegneria automobilistica che affonda le proprie radici nei primi decenni del XIX secolo come costruttore di carrozze, fino ad arrivare alla costruzione di carrozzerie per autoveicoli in tempi moderni.

## Storia

### Salmons & Sons
La Tickford fu fondata come costruttore di carrozze nel 1820 ad opera di Joseph Salmons come Salmons and Sons con sede nella Tickford Street di Newport Pagnell. I loro prodotti vennero marchiati Tickford, dal nome della via sede della ditta. Con l'avvento delle moderne automobili, la Salmons & Sons iniziò a costruire carrozzerie per veicoli agli inizi del 1898. Nel 1925 presentò la Tickford cabriolet, una convertibile con un meccanismo ad arco azionabile con una manovella. Sul finire degli anni '30 più di 450 persone furono impiegate nell'azienda, producendo 30 carrozzerie alla settimana. Lo showroom di Londra era al 6–9 Upper Saint Martin's Lane WC2. Nel 1943, Ian Boswell acquisì la Salmons & Sons cambiandole il nome in Tickford Limited.

Carrozzerie complete
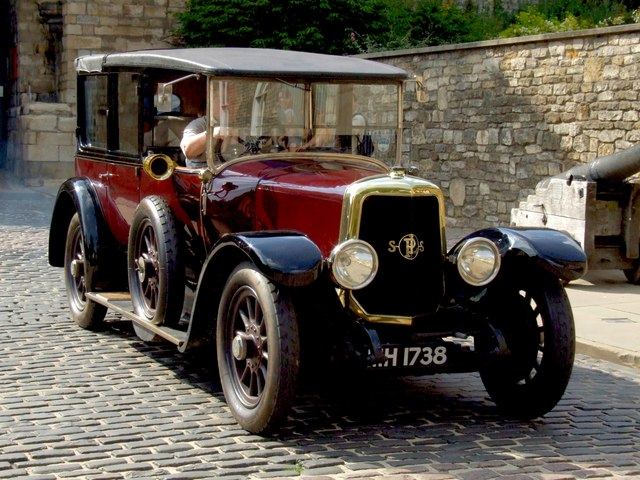
Panhard-Levassor 1924
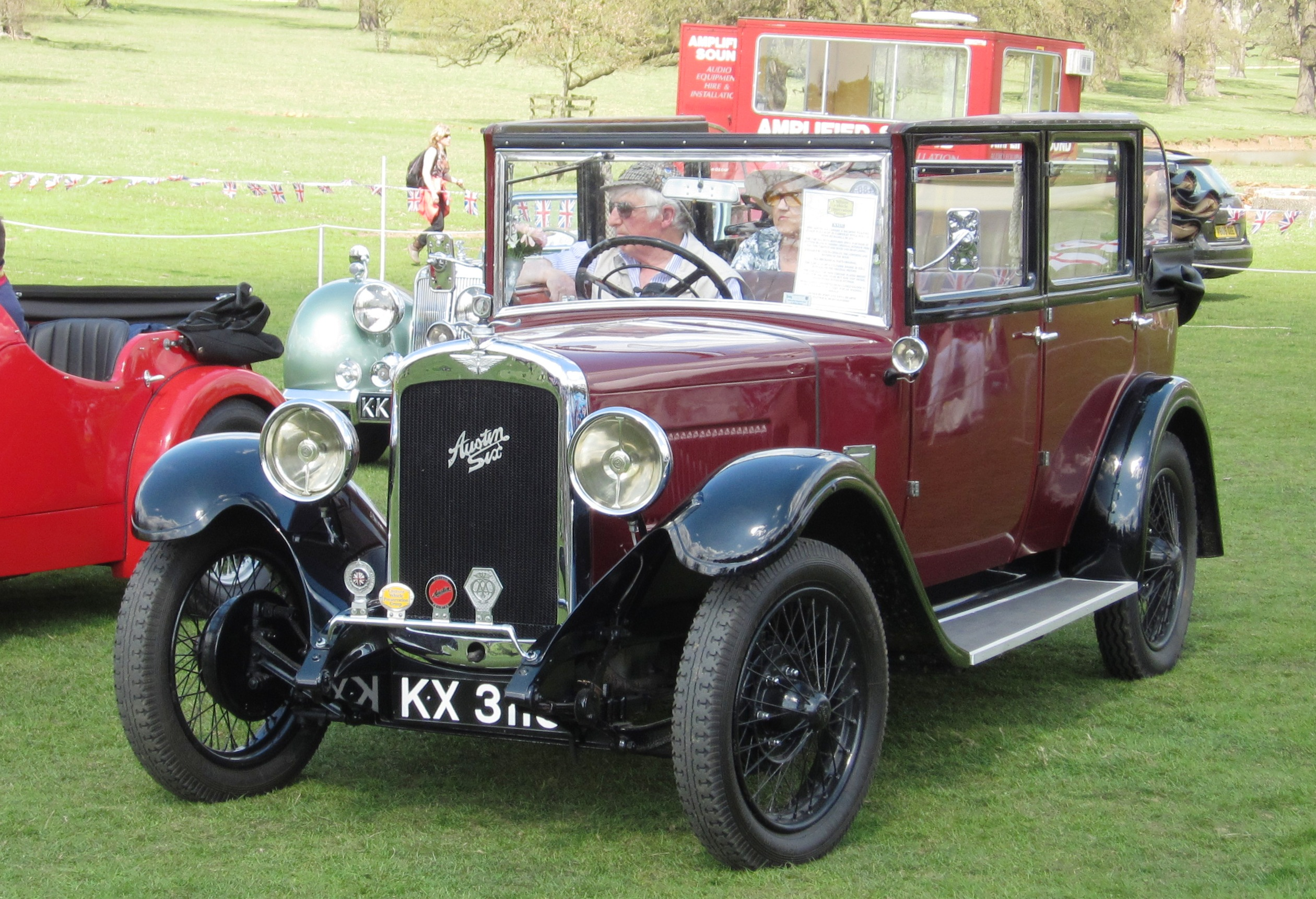
Austin Sixteen Light Six 1929
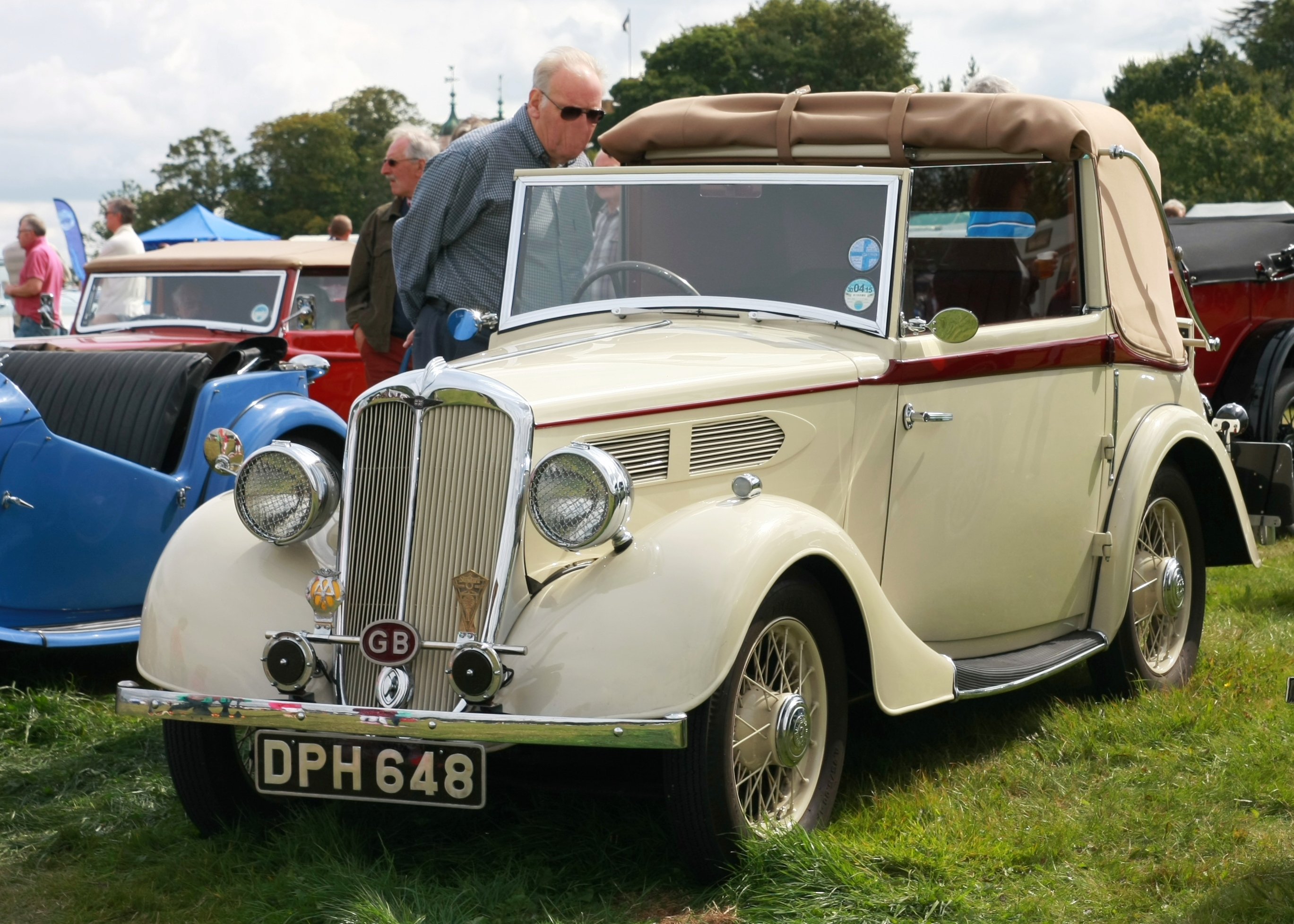
Standard Light Ten 1936
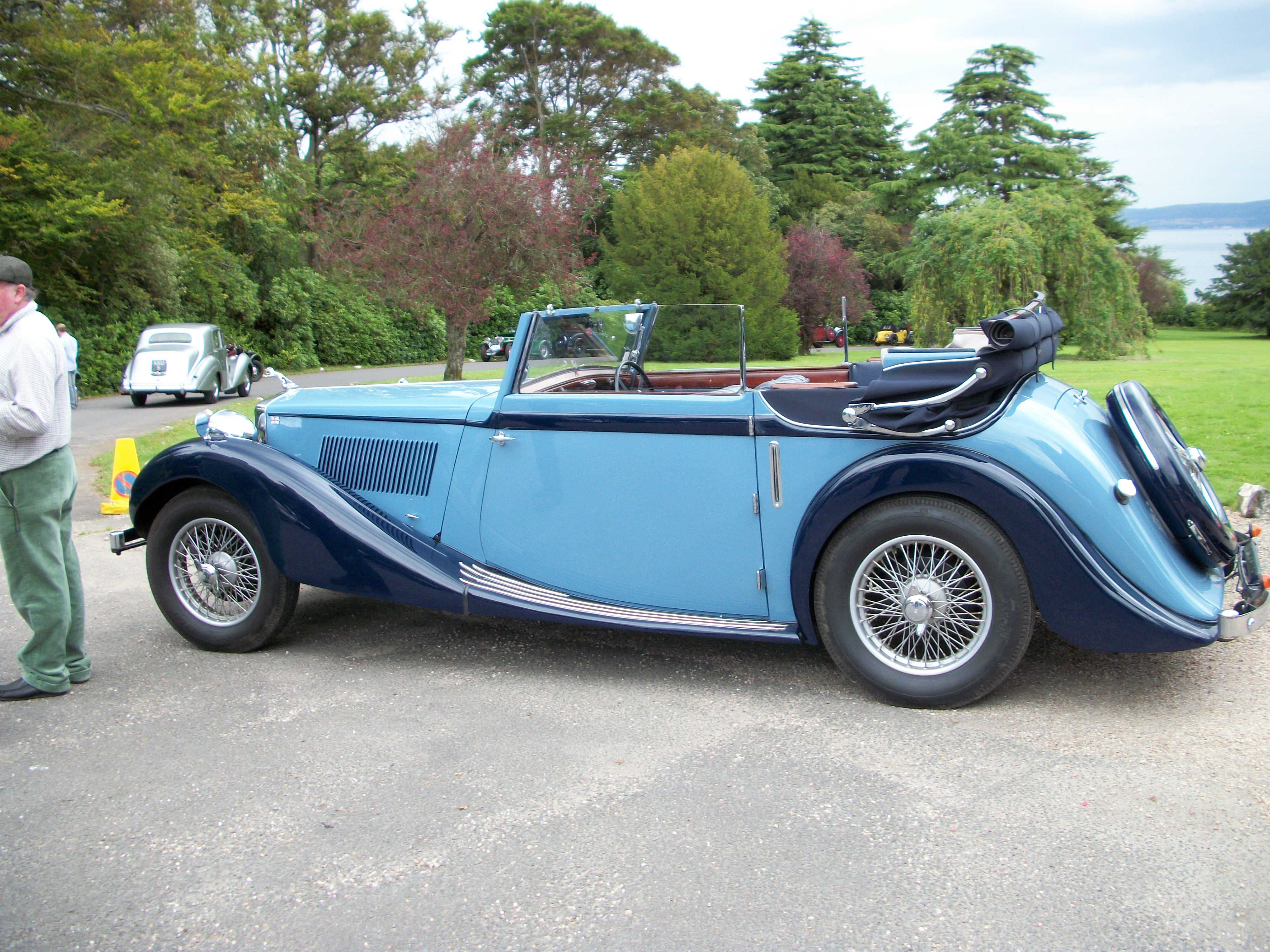
MG 1938
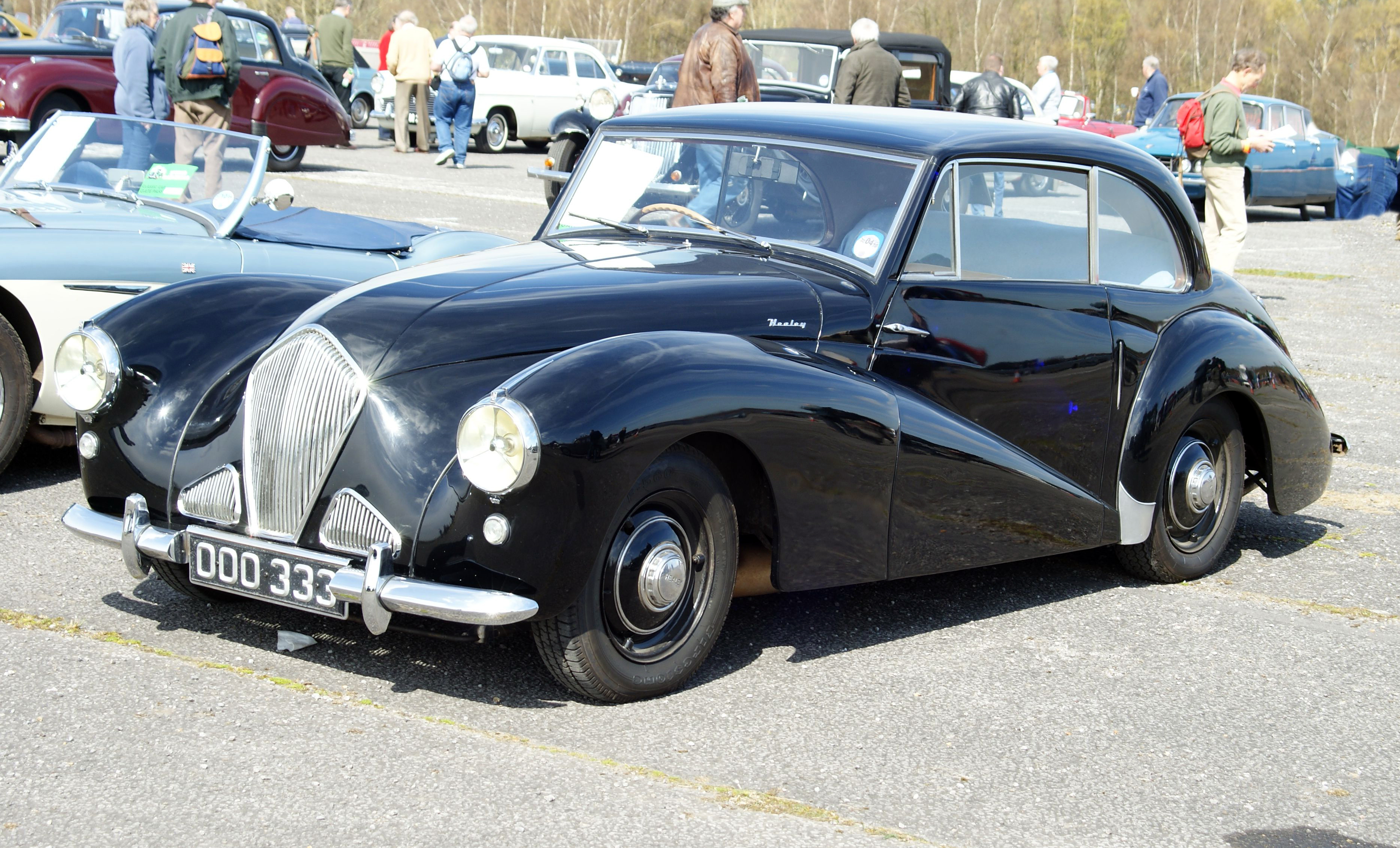
Healey 1952
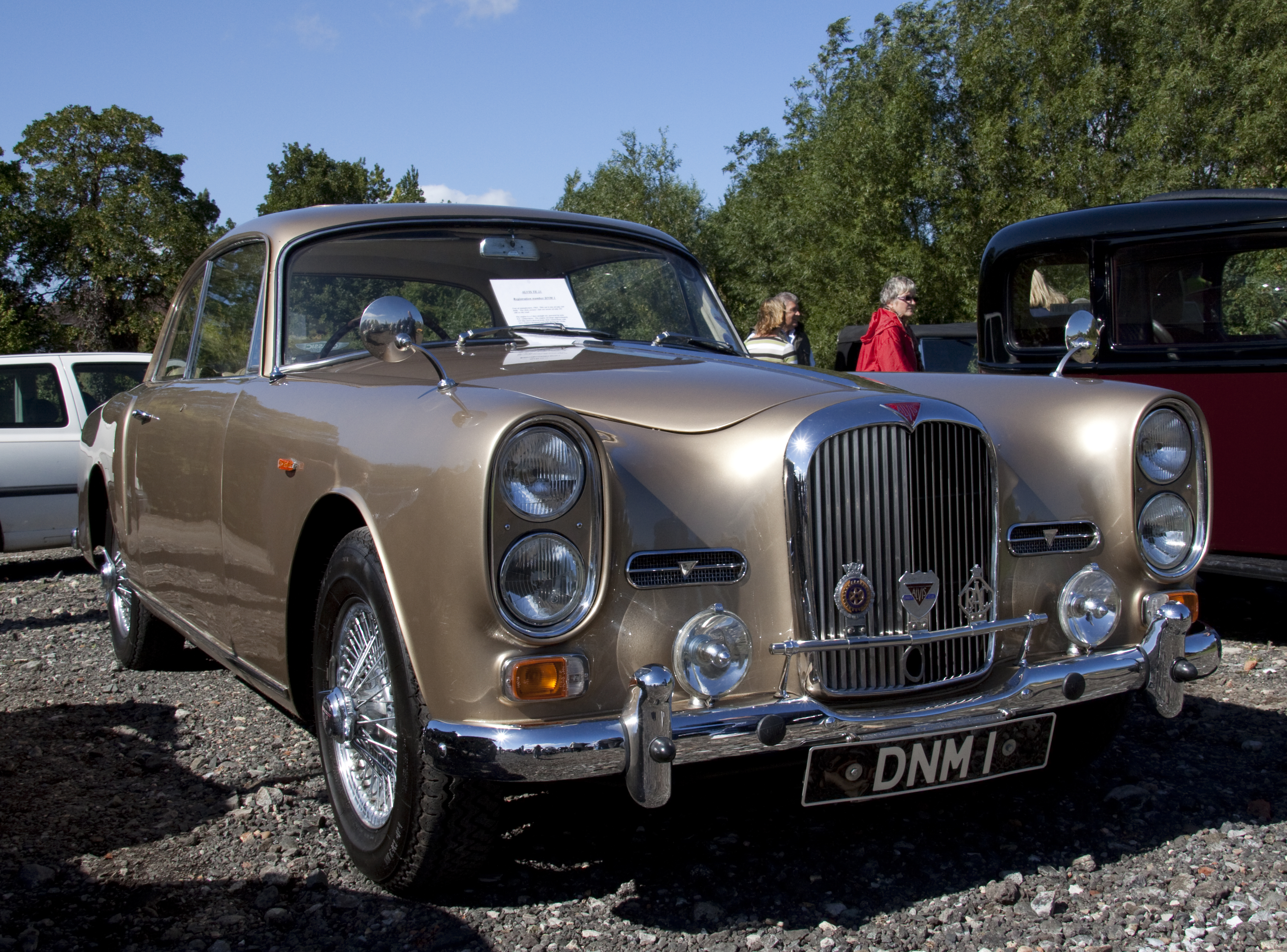
Alvis 1965

Dal 1949 al 1955 Tickford trasformò la Lagonda di 2,6 litri "Saloon" in "Drophead" (convertibile).

### 1955–1981: Aston Martin Lagonda
Sul finire del 1955 Tickford Limited fu comprata da David Brown, già proprietario della Aston Martin dal 1947 e della Lagonda 
dal 1948, case automobilistiche che utilizzavano carrozzerie Tickford. La Aston Martin venne spostata nel sito di Tickford Street dove rimase fino all'avvento della proprietà Ford alcuni decenni dopo, con la produzione della DB7 a Bloxham e a Gaydon per la DB9 e DBS. Il nome Tickford scomparve gradatamente dalla fine degli anni '50 al 1981.

Convertibles per David Brown
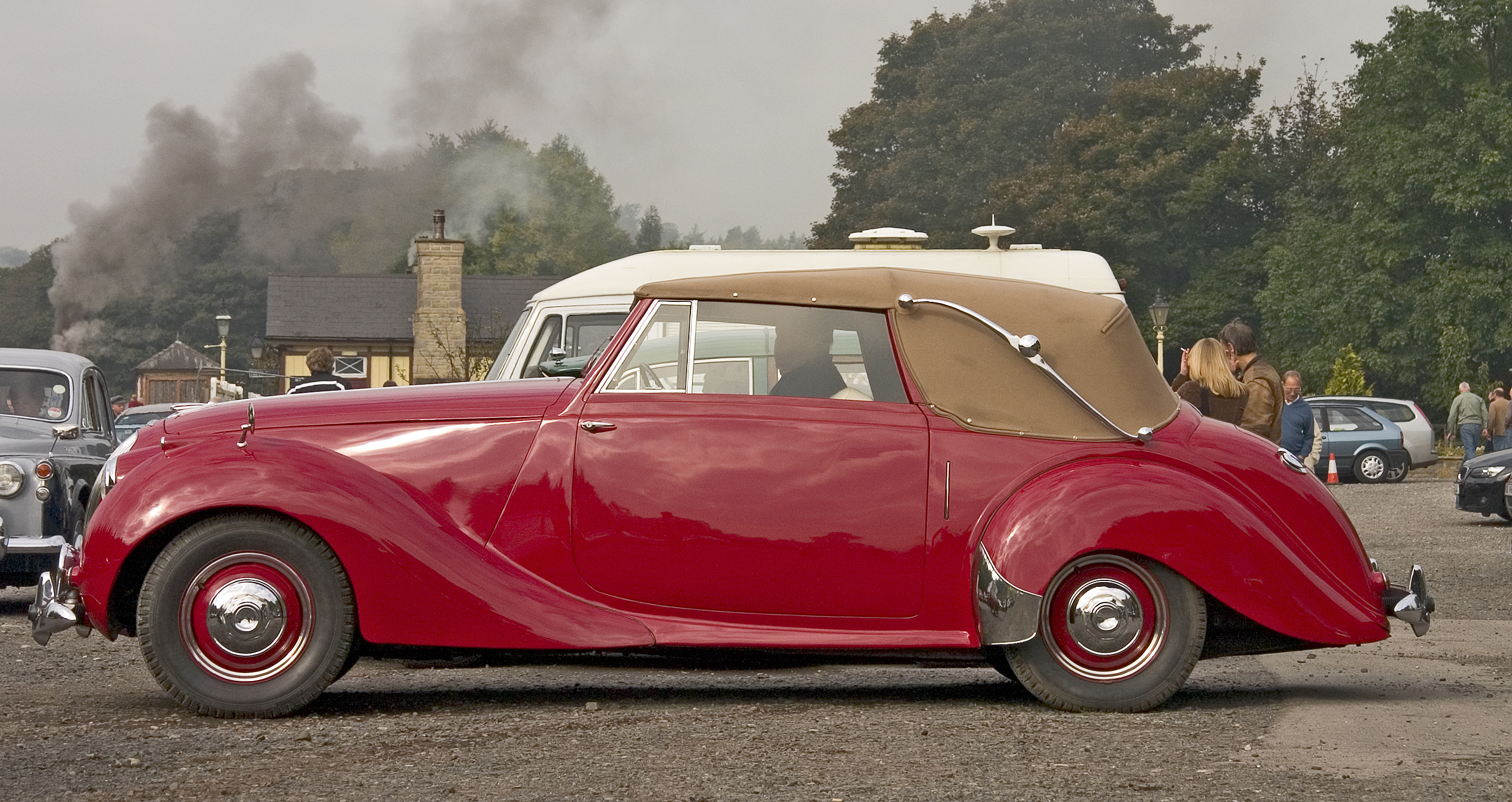
Lagonda 2.6 litri
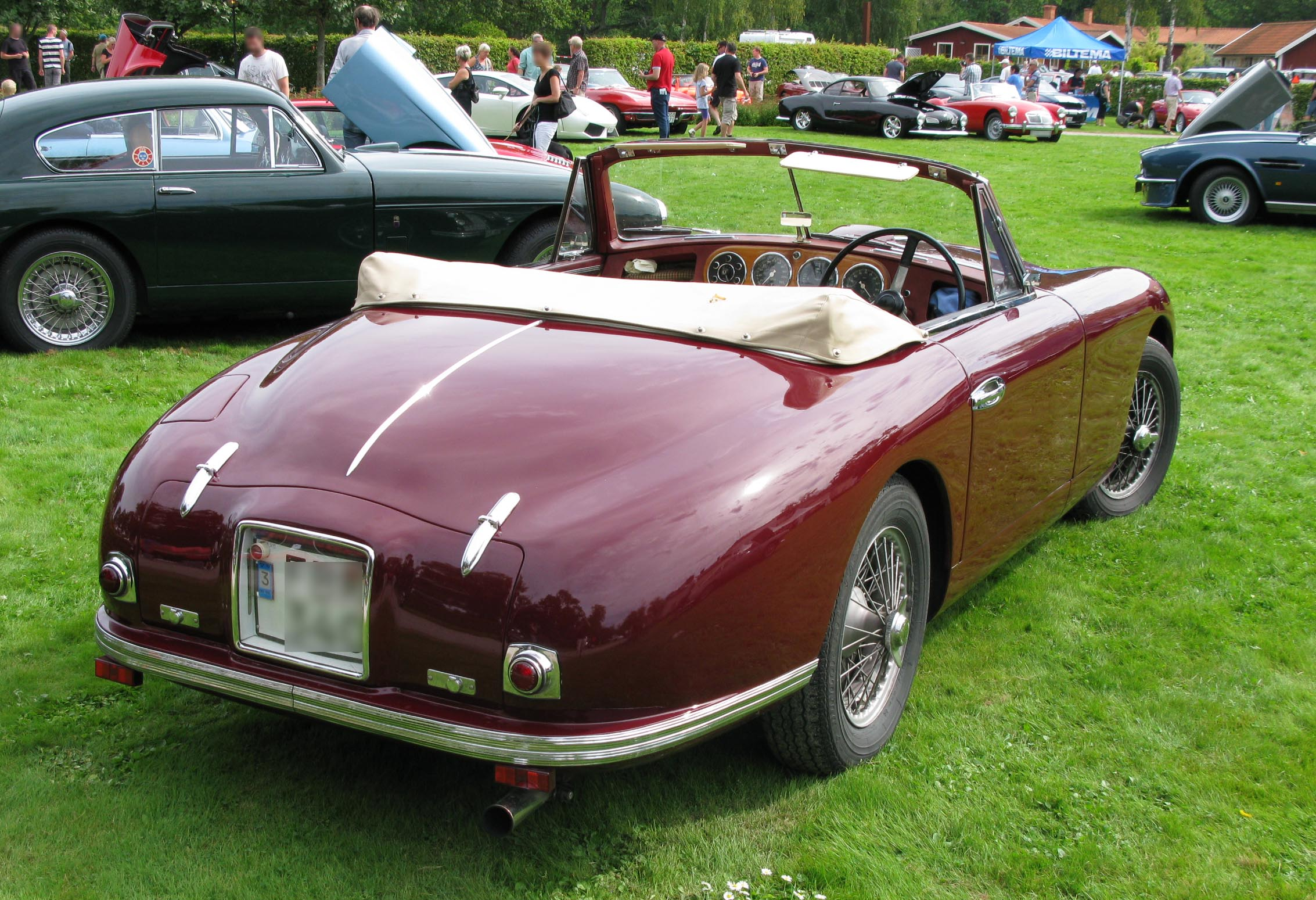
Aston Martin 2.6 litri

## Storia della diversificazione

### Anni ottanta: CH Industrials
Nel 1981 Aston Martin creò un ufficio d'ingegneria sussidiario e scelse il nome Aston Martin Tickford, fornendo un servizio aperto a tutti i costruttori d'automobili, come da filosofia aziendale dalla fondazione Tickford. L'azienda si spostò in una sede apposita a Milton Keynes sotto la proprietà di CH Industrials e creò vari veicoli nella “back-room”, progetti per diversi costruttori, come la 140 mph, turbocompressa Tickford Capri per la Ford. 
Dopo la Capri, Tickford lavorò per la MG per creare la Austin Maestro Turbo e la Ford Sierra Cosworth RS500 e anche la Ford RS200. Questi veicoli furono fabbricati a Coventry. Fu creata anche una divisione ferroviaria, per la progettazione di interni di treni a Nuneaton.
Il tetto della Jaguar XJS cabriolet fu disegnato dalla Tickford.

### Anni novanta: Indipendenza
Durante il fallimento del gruppo CHI nel 1990, i dirigenti Tickford fecero un buyout per salvare l'azienda, vendendo la divisione ferroviaria alla Babcock International. Tickford ritornò alle proprie radici nella progettazione automotive con collaborazioni in Stati Uniti, Giappone e Germania.
Tickford produsse a Daventry per la conversione della Ford Puma nell'edizione limitata Ford Puma Racing (500 esemplari) e progettò ed ingegnerizzò la Ford Focus RS a Milton Keynes. Creò una fabbrica di sostegno Ford a Saarlouis.

#### Tickford Vehicle Engineering e Ford Tickford Experience
La Ford Australia scelse la Tickford come partner associata, creando la Tickford Vehicle Engineering nel 1991 come divisione auto ad alte prestazioni della Ford in Australia.
TVE costruì la Ford Falcon XR6 e la Ford Falcon XR8, le T-Series con la TE50 e la TS50 basate sulla Ford AU Falcon e la TL50 derivata dalla Ford Fairlane. La T-Series fu lanciata nell'ottobre 1999 sotto la sigla FTE, che stava per Ford Tickford Experience. La T-Series fu prodotta in meno di 500 esemplari. La terza serie T3 impiegò il motore Ford Windsor V8 e fu l'ultimo veicolo della TVE.

### Anni duemila
Nel 2001 il gruppo Tickford, in Gran Bretagna, Germania, Austria e Stati Uniti, fu acquisito dalla Prodrive e nel 2002 la joint venture con Ford Tickford Vehicle Engineering fu rinominata Ford Performance Vehicles. Il nome Tickford scomparve di nuovo.
Nel dicembre 2006, il management team della Prodrive Test Technology comprò l'azienda dalla Prodrive, creando la Tickford Powertrain Test.
Nel giugno 2007, venne acquisita la Scott Gibbin di Peterborough. Nella primavera 2009 il sito di Peterborough venne chiuso e le attività trasferite a Milton Keynes.
La Intertek acquisisce la Tickford il 31 dicembre 2012. Tickford diventa complementare alla Intertek in tutto il mondo.

## Motori ad uso sportivo
Tickford costruì motori performanti come il V8 per la Aston Martin, dove corse per Nimrod Racing Automobiles e EMKA; Nimrod raggiunse il terzo posto al Campionato del mondo sportprototipi 1983.

Sviluppò inoltre per Cosworth per il Ray Mallock Racing e per Ecurie Ecosse, raggiungendo il secondo posto nella classe C2 del Campionato del mondo sportprototipi 1987.

Progettò e costruì anche motori per la Formula Uno, con 5 valvole per cilindro. Il Tickford 5v per la Judd (V8) fu commissionato dalla Camel Team Lotus con al volante Nelson Piquet e Satoru Nakajima.